# Claudio Cabán
Claudio Cabán (* 25. August 1963) ist ein ehemaliger puerto-ricanischer Marathonläufer.
Seine persönliche Bestleistung auf der klassischen Distanz erzielte er 1983 in 2:20:45 Stunden. Für sein Land nahm er 1984 an den Olympischen Sommerspielen in Los Angeles teil und erreichte den 53. Platz.
1985 gewann er in Nassau (Bahamas) den Titel bei den Meisterschaften Zentralamerikas und der Karibik.